# Лизио
Лизио (итал. Lisio) — коммуна в Италии, располагается в регионе Пьемонт, в провинции Кунео.
Население составляет 221 человек (2008 г.), плотность населения составляет 28 чел./км². Занимает площадь 8 км². Почтовый индекс — 12070. Телефонный код — 0174.
В коммуне 15 августа особо празднуется Успение Пресвятой Богородицы.

## Демография
Динамика населения:

## Администрация коммуны
- Официальный сайт: